# Elliot Price Conservation Park
Elliot Price Conservation Park är en park i Australien. Den ligger i delstaten South Australia, omkring 690 kilometer norr om delstatshuvudstaden Adelaide.
Trakten runt Elliot Price Conservation Park är nära nog obefolkad, med mindre än två invånare per kvadratkilometer.. Det finns inga samhällen i närheten.
Trakten runt Elliot Price Conservation Park är ofruktbar med lite eller ingen växtlighet.  Genomsnittlig årsnederbörd är 810 millimeter. Den regnigaste månaden är mars, med i genomsnitt 143 mm nederbörd, och den torraste är november, med 26 mm nederbörd.